# 一乗谷駅
一乗谷駅（いちじょうだにえき）は、福井県福井市安波賀中島町にある、西日本旅客鉄道（JR西日本）越美北線（九頭竜線）の駅である。

## 歴史
- 1960年（昭和35年）12月15日：国鉄越美北線越前花堂駅 - 勝原駅間開通時に開設[2]。無人駅[3]。
- 1987年（昭和62年）4月1日：国鉄分割民営化に伴い、JR西日本の駅となる[1]。
- 2004年（平成16年）
  - 7月18日：豪雨に伴い、越美北線全線運休。
  - 9月11日：越前花堂駅 - 当駅間運行再開。当駅に相当する代行バス乗り場は約1km北西の天神橋南詰であった。
- 2007年（平成19年）6月30日：当駅 - 美山駅間運行再開。
- 2022年（令和4年）10月1日：福井県立一乗谷朝倉氏遺跡博物館の開館に合わせ、武家屋敷風に装飾。柵は朝倉氏の家紋である三つ盛木瓜をあしらっている[4]。

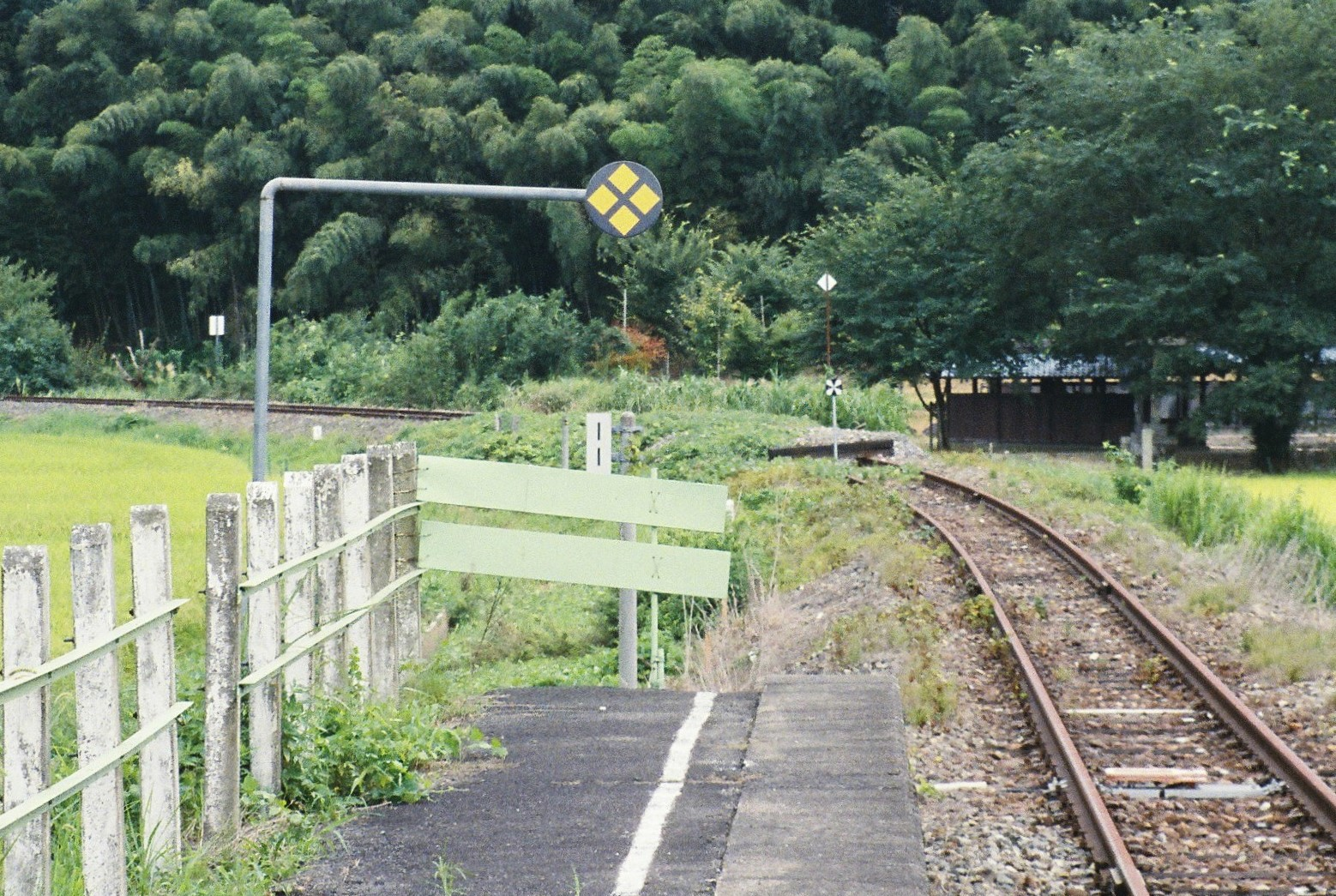
不通となっていた期間は九頭竜湖方に車止めが設置されていた（2006年8月）

## 駅構造
九頭竜湖方面に向かって左側に単式ホーム1面1線を有する地上駅（停留所）。
金沢支社管理の無人駅。待合所が設置されている。
当駅は単線の停留所であるため折返し運転ができないが、2004年の豪雨災害後の部分再開時に当駅が福井方面からの折返し駅となることから暫定的に出発信号が設置された。全線再開前の信号切替工事で出発信号は撤去され、再度折返しができなくなった。

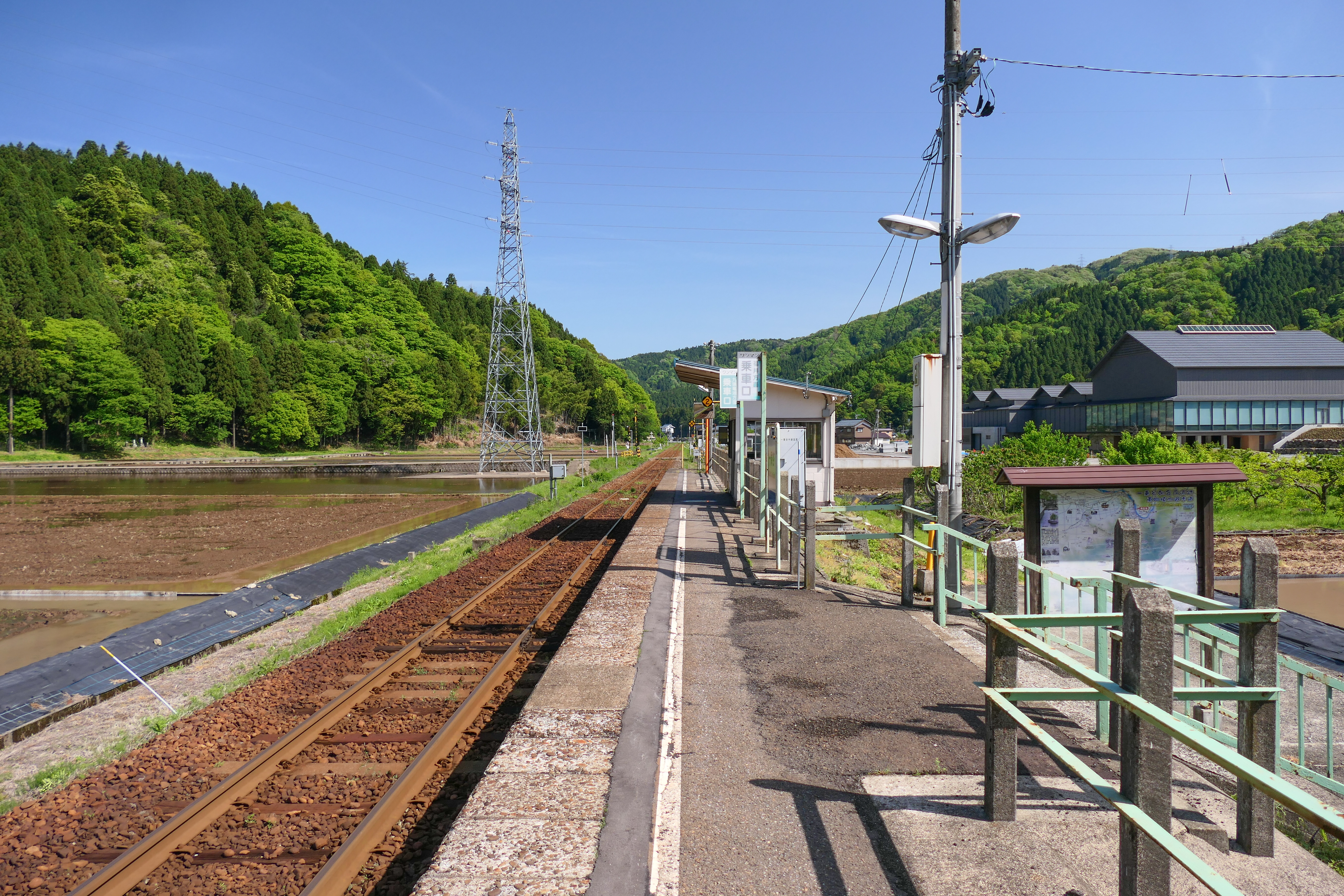
ホーム（2022年4月）

## 利用状況
| 年度               | 1日平均乗車人員 |
| ------------------ | --------------- |
| 1960年（昭和36年） | 32              |
| 1961年（昭和36年） | 54              |
| 1962年（昭和37年） | 2               |
| 1963年（昭和38年） | 65              |
| 1964年（昭和39年） | 107             |
| 1965年（昭和40年） | 111             |
| 1966年（昭和41年） | 111             |
| 1967年（昭和42年） | 138             |
| 1968年（昭和43年） | 125             |
| 1969年（昭和44年） | 111             |
| 1970年（昭和45年） | 90              |
| 1971年（昭和46年） | 65              |
| 1972年（昭和47年） | 68              |
| 1973年（昭和48年） | 77              |
| 1974年（昭和49年） | 69              |
| 1975年（昭和50年） | 70              |
| 1976年（昭和51年） | 82              |
| 1977年（昭和52年） | 75              |
| 1978年（昭和53年） | 75              |
| 1979年（昭和54年） | 73              |
| 1980年（昭和55年） | 67              |
| 1981年（昭和56年） | 67              |
| 1982年（昭和57年） | 71              |
| 1983年（昭和58年） | 66              |
| 1984年（昭和59年） | 58              |
| 1985年（昭和60年） | 72              |
| 1986年（昭和61年） | 67              |
| 1987年（昭和62年） | 76              |
| 1988年（昭和63年） | 65              |
| 1989年（平成元年） | 64              |
| 1990年（平成2年）  | 51              |
|                    |                 |
| 1999年（平成11年） | 27              |
| 2000年（平成12年） | 20              |
| 2001年（平成13年） | 16              |
| 2002年（平成14年） | 13              |
| 2003年（平成15年） | 14              |
| 2004年（平成16年） | 18              |
| 2005年（平成17年） | 20              |
| 2006年（平成18年） | 25              |
| 2007年（平成19年） | 26              |
| 2008年（平成20年） |                 |
| 2009年（平成21年） |                 |
| 2010年（平成22年） |                 |
| 2011年（平成23年） | 12              |
| 2012年（平成24年） | 14              |
| 2013年（平成25年） | 13              |
| 2014年（平成26年） | 12              |
| 2015年（平成27年） | 13              |
| 2016年（平成28年） | 11              |
| 2017年（平成29年） | 14              |
| 2018年（平成30年） | 15              |
| 2019年（令和元年） | 18              |
| 2020年（令和2年）  | 11              |
| 2021年（令和3年）  | 7               |

## 駅周辺
駅前は農地や民家となっている。駅から細い道を通ると福井県道31号篠尾勝山線へ出る。
- 一乗谷朝倉氏遺跡（国指定特別史跡）
  - 西山光照寺跡
  - 下城戸土塁遺構
- 福井県立一乗谷朝倉氏遺跡博物館
- 福井市ホタル資料館
- 道の駅一乗谷あさくら水の駅
- 足羽川
- 京福バス「一乗谷朝倉氏遺跡博物館前」停留所

## 隣の駅
西日本旅客鉄道（JR西日本）
■九頭竜線（越美北線）
越前東郷駅 - 一乗谷駅 - 越前高田駅